# Championnat de France féminin de kin-ball 2008-2009
Pour le championnat 2008-2009, 5 équipes sont inscrites. C'est une de plus qu'en 2007-2008, une équipe en plus à Quintin. Les matchs font 45 minutes (3 périodes de 15 min).
Les règles appliquées lors cette saison sont celles appliquées lors du Championnat d'Europe de kin-ball 2008, c'est-à-dire : appellation possible dès le premier contact, déplacement lors d'une reprise de jeu, faute offensive, défensive illégale...
La nouveauté de cette saison est le remplacement de la couleur d'équipe rose par le bleu. Ce changement était déjà en place lors de la ligue élite 2007/2008 au Canada et lors du Championnat d'Europe de kin-ball 2008 à Sarrelouis remportée par les Françaises.

## Clubs et équipes engagés
- Kin-ball Association Rennes
- SCO Kin-ball Angers (2 équipes)
  - Angers 1
  - Angers 2
- Junior Association de Quintin
  - Quintin 1
  - Quintin 2

## Classement
| Classement | Équipes   | J | #1 | #2 | #3 | #4 | #5 | #6 | #7 | #8 | #9 | #10 | Total |
| 1er        | Angers 1  | 6 | -  | 17 | 17 | 16 | -  | -  | 16 | 17 | -  | 17  | 100   |
| 2e         | Rennes    | 6 | 17 | 11 | -  | 12 | -  | 17 | -  | 11 | 13 | -   | 81    |
| 3e         | Angers 2  | 6 | 9  | -  | 10 | -  | 15 | 9  | 11 | -  | 12 | -   | 66    |
| 4e         | Quintin 1 | 6 | -  | 7  | 7  | -  | 9  | -  | 7  | -  | 9  | 11  | 50    |
| 5e         | Quintin 2 | 6 | 9  | -  | -  | 7  | 9  | 9  | -  | 7  | -  | 7   | 48    |